# Masayuki Ōmori
Masayuki Ōmori (jap. 大森 征之, Ōmori Masayuki; * 9. November 1976 in der Präfektur Saitama) ist ein ehemaliger japanischer Fußballspieler.

## Karriere
Ōmori erlernte das Fußballspielen in der Schulmannschaft der Omiya Higashi High School. Seinen ersten Vertrag unterschrieb er 1995 bei Sanfrecce Hiroshima. Der Verein spielte in der höchsten Liga des Landes, der J1 League. 1996 wechselte er zum Zweitligisten Tosu Futures (heute: Sagan Tosu). Für den Verein absolvierte er 29 Spiele. 1998 wechselte er zum Erstligisten Nagoya Grampus Eight (heute: Nagoya Grampus). 1999 gewann er mit dem Verein den Kaiserpokal. Für den Verein absolvierte er 208 Erstligaspiele. Ende 2008 beendete er seine Karriere als Fußballspieler.

## Erfolge
Sanfrecce Hiroshima
- Kaiserpokal

Finalist: 1995
Nagoya Grampus Eight
- Kaiserpokal

Sieger: 1999